# Yelü Chucai
Yelü Chucai ali Yeh-Lu Ch'u-Ts'ai (kitajsko: 耶律楚材; pinjin: Yélǜ Chǔcái, mongolsko: Urtu Sakal, 吾图撒合里, »Dolgobradec«), * 1189, † 1243 je bil kitanski državnik iz dinastije Liao, ki je kasneje postal svetovalec mongolskih vladarjev Džingiskana in njegovega sina Ögedeja. Bil je prvi, ki je Džingiskanu predlgal politiko do osvojenih držav, v severni Kitajski pa je med Džingiskanovim in Ögedejevim vladanjem izvedel mnogo administrativnih reform.

## Življenjepis
Yelü Chucajev oče Yelu Lu je bil uslužbenec džurčenske dinastije Jin, ki je leta 1125 porazila dinastijo Liao. 
Pvi vpadi Mongolov na ozemlje dinastije Jin so se začeli leta 1205. Leta 1211 je državo napadlo okrog 50.000 mongolskih konjenikov, katerim so se pridružili kitanski in džurčenski uporniki. Jinska vojska je štela okrog 500.000 vojakov in 150.000 konjenikov, vendar se je umaknila in Mongolom prepustila zahodno prestolnico Datong. Naslednje leto so Mongoli oplenili vzhodno prestolnico, leta 1213 pa še glavno prestolnico Zhongdu. Cesar Xuānzōng (宣宗) je leta 1214 podpisal ponižujočo mirovno pogodbo, vendar je prestolnico lahko obdržal. 
Yelü Chucai je začel svoje službovanje pri Džingiskanu leta 1218, ko je bil star 28 let. 
Džingiskan in Yelü Chucaj sta se prvič srečala v pustinji Sari, zahodno od Kerulena. Tajna zgodovina Mongolov pravi, da ga je Džingiskan nagovoril z besedami: »Dinastiji Liao in Jin sta bili več generacij sovražnici in zdaj sem se (Jinom) maščeval zate.« Yelü Chucaj mu je na to odgovoril: »Moj oče in stari oče sta spoštljivo služila Jinom. Kako naj bom zdaj jaz kot podložnik in sin tako hinavski, da imam svojega vladarja in očeta za sovražnika?« Njegov odkrit odgovor in njegov izgled, bil je okrog dva metra visok mož s košato brado in 
prodornim glasom, sta na Džingiskana naredila tako globok vtis, da mu je dal nadimek Urtu Sakal (Dolgobradec) in ga vzel v svoje spremstvo za svetovalca. 
Kot svetovalec je mongolskega vladarja prepričal, da je bolje, da on pokorjenih narodov pobira davke kot pa da jih pobija. Grousset v svojem Cesarstvu step piše, da ga je Ögedei zato zbadal, rekoč: »Ali nameravaš ponovno jokati za ljudmi?« Modri kancler mu je na to odgovoril, da se cesarstva lahko osvajajo na konjskem hrbtu, vladati pa jim s konjskega hrbta ni mogoče. 
Ko se je pod silovitim mongolskim napadom kapitulirala Severna Kitajska, je Yelü Chucai izvedel več upravnih reform, ločil civilno oblast od vojaške oblasti in vpeljal številne davke in takse. Po mongolski osvojitvi jinske južne prestolnice Kaifeng, je nekaj generalov zaradi čvrstega odpora nameravalo pobiti vse prebivalce in mesto zravnati z zemljo. Yelü Chucai je Džingiskana prepričal, naj prebivalce pusti pri življenju in jih namesto tega raje obdavči in izkoristi njihovo izredno znanje.
Pokopan je bil z vsemi častmi ob pekinškem jezeru Kunming in kasneje prestavljen v vrtove Poletne palače. 